# سد زایهوک
سد زایهوک (به لاتین: Zaaihoek Dam) یک سد وزنی در آفریقای جنوبی است که در Kwazulu-Natal, South Africa واقع شده‌است.